# UZSC
De Utrechtse Zwemclub-Star-Combinatie, beter bekend als UZSC, is een zwemvereniging uit Utrecht. De vereniging is opgericht op 13 juli 1945 na een fusie van de Utrechtse Zwem-Club (opgericht 25 april 1912) en Star (september / oktober 1928). De vereniging is vooral actief in het Waterpolo en is aangesloten bij de Koninklijke Nederlandse Zwembond (K.N.Z.B.).

## Erelijst
Heren
- winnaars Nederlands kampioenschap waterpolo heren: 2019-2020, 2018-2019, 2016-2017, 2015-2016, 2014-2015
- winnaars KNZB beker: 2020-2021, 2016-2017, 2013-2014
- winnaars KNZB Supercup: 2019, 2016, 2015, 2014
- winnaars KNZB Beker 2 (ManMeer!-Cup): 2018-2019, 2011-2012

Dames
- winnaars Nederlands kampioenschap waterpolo dames: 2016-2017
- winnaars KNZB beker: 2016-2017
- winnaars KNZB Supercup: 2017, 2016
- wannaars KNZB Beker 2 (ManMeer!-Cup): 2015-2016

UZC
- Nederlands kampioenschap waterpolo dames: :1941-1942

## Bekende (ex-)topsportleden
- Laura Aarts
- Sarah Buis
- Amarens Genee
- Dagmar Genee
- Carla Geurts
- Andy Hoepelman
- Ilse van der Meijden
- Gerrit Wormgoor